# Río Skellefte
El río Skellefte (en sueco: Skellefte älv o, en lenguaje cotidiano, Skellefteälven) es un río europeo que discurre por el norte de Suecia y desemboca en el golfo de Botnia. Tiene una longitud aproximada de 410 km y drena una cuenca de 11.731 km². Es uno de los principales ríos de Norrland. 

## Geografía
El río Skellefte nace en los Alpes escandinavos, cerca de la frontera sueco-noruega, en el condado de Norrbotten, también conocido como la Laponia sueca. Discurre el río en dirección sureste y llega a los lagos Hornavan (con una superficie de 252 km², localizado a una altitud de 425 m), Uddjaur (con 210 km² y a 420 m) y Storavan (con 172 km² y a 219 m), cerca Arjeplog (1.947 hab. en 2005). Sigue en dirección sureste, formando durante un largo tramo la frontera natural entre el condado de Norrbotten y el condado de Västerbotten. Luego entra en Västerbotten, pasando por la ciudad Skellefteå (32.425 hab. en 2005) (que le ha dado su nombre) y, finalmente, desemboca en el golfo de Botnia, no lejos de Skellefteå. 
Al igual que muchos grandes ríos del norte, ha sido utilizado para obtener energía hidroeléctrica. Se está repoblando con salmones y truchas para compensar el efecto de las centrales hidroeléctricas, y el río y sus afluentes son destinos populares para los pescadores. Especialmente popular es el pueblo de Skellefteå, conocido como «pescando en la ciudad».
Los principales afluentes del río Skellefte son los ríos Malån (120 km), Petikån, Finnforsån, Bjurån (30 km) y Klintforsån (30 km).